# 가야F&B
가야F&B는 과채음료인 가야 농장을 생산/판매하는 기업이었으며 2015년 10월에 웅진식품에 합병되었다.

## 연혁
- 1991년 9월 건영식품 설립
- 2000년 7월 범양식품과 분리, 독립회사 설립
- 2008년 2월 BI를 "가야"에서 "가야농장"으로 변경
- 2011년 3월 "(주)가야"로 상호 변경
- 2012년 1월 동부그룹 계열사로 편입
- 2012년 8월 "동부팜가야"로 상호 변경
- 2015년 2월 웅진식품 계열사로 편입
- 2015년 3월 "가야F&B"로 상호 변경
- 2015년 10월 웅진식품에 합병

## 제품
- 1995년 6월 당근농장 출시
- 1996년 6월 대추농장 출시
- 1996년 8월 토마토농장 출시
- 1997년 8월 포도농장 출시
- 1998년 6월 복숭아농장 출시
- 1999년 7월 알로에농장 출시
- 2000년 5월 매실농장 출시
- 2001년 4월 오미자농장 출시
- 2002년 3월 홍삼농장 출시
- 2003년 6월 망고농장 출시
- 2005년 6월 녹차밭에서 출시
- 2006년 3월 사과농장 출시
- 2006년 4월 백포도농장 출시
- 2006년 9월 자몽농장 출시
- 2007년 2월 아모르떼둥굴레차 출시
- 2007년 4월 파인애플농장, 살구농장 출시
- 2007년 5월 자두농장 출시
- 2007년 11월 벌꿀농장 출시
- 2008년 2월 가야농장 고구마 출시
- 2008년 3월 가야농장 레몬라임 출시
- 2008년 4월 유기농커피 출시
- 2008년 7월 파워비타워터, 토마토농장 프리미엄, 알로에농장 프리미엄 출시
- 2009년 1월 제주감귤농장 출시
- 2009년 9월 유기농오렌지농장 출시
- 2010년 5월 딸기농장, 석류자몽 출시
- 2011년 4월 선인장농장, 홍시농장 출시
- 2012년 2월 건강식품 발린스 망고피치 오메가스월, 울트라 오메가스월 출시
- 2012년 5월 가야농장 건강즙 5종 : 블루베리, 석류, 흑마늘, 크렌베리, 앨더베리 출시
- 2012년 6월 오렌지농장 출시
- 2012년 8월 코코넛워터 출시
- 2012년 12월 활기찬하루 헛개수 출시
- 2013년 1월 건강식품 리얼비타 5종 : 멀티비타민미네랄, 토마토라이코펜&베타카로틴, 아세로라비타민C, 비타민B컴플렉스, 프리미엄 유기농칼슘 출시
- 2013년 4월 어린이음료 부릉부릉 브루미즈 2종 : 딸기맛, 사과맛 출시
- 2013년 6월 어린이 건강식품 리얼비타 짜먹는 키즈비타민 3종 : 비타민미네랄, 칼슘, 아연 출시
- 2013년 6월 건강식품 더 슬림 다이어트 3종 : 석류맛, 블루베리맛, 크런치 출시
- 2013년 7월 배농장 출시
- 2013년 8월 정성담은 사과 출시
- 2013년 9월 따뜻한 과일차 프룻티 2종 : 뱅쇼, 애플티 출시
- 2013년 9월 TV홈쇼핑 론칭 건강식품 콜레스타 모나콜린K, 알로에베라겔 골드라벨 출시
- 2013년 12월 TV홈쇼핑 론칭 건강즙 생강과 흑마늘 출시
- 2014년 7월 TV홈쇼핑 론칭 건강주스 닥터 디;톡주스 출시

## 사회적 평가
- 창조경영

```
 2011 대한민국 글로벌CEO 선정
 2010 대한민국 경제리더대상 수상
 중앙일보 건국61주년 기념 '2009 대한민국 창조경영인' 선정
```

- 윤리경영

```
 2009 대한민국 윤리경영대상
```

- R/D기술 및 제품력

```
 2013 세계3대 주류 품평회 '몽드셀렉션2013' 가야 g water 대상 수상(2년 연속)
 2012 세계3대 주류 품평회 '몽드셀렉션2012' 가야 g water 금상 수상
 2012 세계3대 주류 품평회 '몽드셀렉션2012' 알로에농장, 토마토농장 동상 수상
 2009 대한민국 기술혁신 경영대상 수상
```

- 브랜드파워

```
 2013 대한민국 대표브랜드대상(3년 연속 수상) 수상
 2012 대한민국 대표브랜드대상(2년 연속 수상) 수상
 2012 대한민국 올해를 빛낸 히트상품 대상 수상
 2011 대한민국 소비자신뢰 대표브랜드대상 수상
 2011 대한민국 대표브랜드대상 수상
 2008 소비자신뢰 대표브랜드 선정
```

- 품질만족

```
 2013 소비자가 뽑은 2012 한국소비자만족지수 1위 선정(3년 연속 수상)
 2012 소비자가 뽑은 2012 한국소비자만족지수 1위 선정(2년 연속 수상)
 2011 소비자의 선택 수상
 2011 소비자(고객)만족대상 수상
 2011 여성소비자가 선정한 품질만족대상 수상
 2011 소비자가 뽑은 2011 한국소비자만족지수 1위 선정
 2011 제19회 '세계 물의 날' 공로상 수상
 1997 자랑스런 신한국인상 - 대통령상 수상
 1995 제32회 무역의 날 '수출유공기업체' 선정 - 경상북도지사
```